# Synchronicity
Pour les articles homonymes, voir Synchronicity (homonymie).
Albums de The Police
Ghost in the Machine
(1981) Every Breath You Take: The Singles
(1986)
Singles
1. Every Breath You Take
Sortie : 13 mai 1983
2. Wrapped Around Your Finger
Sortie : 8 juillet 1983
3. Synchronicity II
Sortie : 21 octobre 1983
4. King of Pain
Sortie : 2 janvier 1984

Synchronicity est le cinquième et dernier album studio du groupe rock britannique The Police publié le 17 juin 1983 sur le label A&M Records. Enregistré sur l'île de Montserrat et au Québec, il est co-produit avec Hugh Padgham durant l'hiver 1982-1983. Numéro 1 à sa sortie aux États-Unis (il y reste dix-sept semaines), cet album est le plus populaire de Police. C'est aussi leur dernier, le groupe se séparant après la fin du Synchronicity Tour (1983-1984) et Sting se lançant dans une carrière solo avec l'album The Dream of the Blue Turtles (1985). 
Quatre singles servent de promotion à cet opus et obtiennent tous du succès dans les charts : le célèbre Every Breath You Take, Wrapped Around Your Finger, Synchronicity II et King of Pain. L'album reçoit de très bonnes critiques de la presse et obtient en 1984 trois Grammy Awards dont celui de la chanson de l'année pour Every Breath You Take. En 2011, Synchronicity s'est vendu à 16 300 000 exemplaires dans le monde.

## Présentation
De genre rock, Synchronicity est un album de onze titres ; il dure 45 minutes environ faisant de lui le plus long des albums du groupe. Lors des séances en studio, la relation entre les musiciens était si tendue qu'ils ont enregistré chacun leur partie dans des pièces séparées, ne communiquant que par un lien vidéo.
Son titre se réfère à l'essai d'Arthur Koestler The Roots of Coincidence (Les Racines du hasard en français) paru en 1972, lequel fait mention du concept jungien de synchronicité. 
L'opus marque une grande diminution des influences reggae qui étaient une partie importante des quatre premiers albums du groupe. Elles sont remplacées par une forte production des textures et une libre utilisation de synthétiseurs qui parfois dirige des chansons entières comme sur Synchronicity I (morceau d'ouverture qui donne son nom au disque) ou le séduisant Wrapped Around Your Finger. 
Le matériel de Sting domine sur l'album, mais deux chansons sont composées par ses associés : Mother de Andy Summers (« on aimait ce morceau parce qu'il était complètement loufoque » explique Sting dans l'émission Classic Albums de la BBC) et Miss Gradenko de Stewart Copeland (« j'aimais chanter les chansons de Stewart » dit encore le leader de The Police). 
La plus célèbre chanson de l'album qui naîtra de ces difficiles sessions en studio est Every Breath You Take. Le morceau sonne comme une romance mélancolique, mais c'est plutôt une ballade pop au texte torturé qui évoque la jalousie et la possessivité. Elle s'articule autour d'un arpège de guitare très lent qui ne ressemble à rien, ou presque, de ce que The Police a enregistré auparavant. Elle sort le 27 mai 1983 et entre directement no 1 des ventes de singles anglais et américains.
À noter enfin, que le sinistre Tea in the Sahara (piste 10) est inspiré du roman de l'écrivain américain Paul Bowles, publié en 1949.

## Pochette
On voit trois bandes, colorées différemment, une par membre du groupe, dans des situations parfois étranges (Andy Summers jouant du piano sur lequel des œufs sont posés, Sting en train de lire un livre de Carl Jung ou enlaçant un squelette,  Stewart Copeland chevauchant un bouquetin). Comme les Beatles sur la pochette de Let It Be, les photos individuelles plutôt qu'une photo de groupe (on a quand même une photo de la formation sur la sous-pochette) témoignent de la séparation.

## Réception commerciale
À sa sortie au printemps 1983, Synchronicity accède à la place de no 1 aux États-Unis et au Royaume-Uni, ainsi que dans de nombreux autres pays au monde. En France, il se classe en sixième position du top album. Le succès commercial de Synchronicity est tel, qu'il réussira à déloger l'album Thriller de Michael Jackson de la place de no 1 des charts américains. Il se vendra à 16 300 000 exemplaires (chiffres de 2011).
Les quatre singles (dont Synchronicity II) connaîtront tous le succès dans les charts. Every Breath You Take, Wrapped Around Your Finger et l'ardent King of Pain (« Roi de la douleur ») atteindront même le top 10 américain. King of Pain, sorti en 1984, est le seul single de Synchronicity à ne pas avoir de clip vidéo.

## Récompenses
Lors de la 26e cérémonie des Grammy Awards le 26 février 1984 au Shrine Auditorium de Los Angeles, le disque obtient trois prix. Deux Grammy pour Every Breath You Take : chanson de l'année et meilleure performance pop par un duo ou un groupe vocal. Et un pour Synchronicity : meilleure performance rock par un duo ou un groupe vocal.

## Tournée
Le Synchronicity Tour (en) se déroule du 23 juillet 1983 au 4 mars 1984. Il traverse trois continents pour 107 concerts. Le groupe se sépare peu après, malgré un retour sans suite lors du A Conspiracy of Hope Tour en juin 1986.

## Postérité du disque
L'album est présent dans l'ouvrage Les 1001 albums qu'il faut avoir écoutés dans sa vie publié en 2006. Il est aussi placé par le magazine américain Rolling Stone en 447e position dans leur classement 2003 des 500 plus grands albums de tous les temps (et en 448e position du classement 2012).
En 2009, l'album reçoit le Grammy Hall of Fame Award.
En 2023, il est inscrit, pour son importance culturelle, au registre national des enregistrements (National Recording Registry) de la bibliothèque du Congrès à Washington,.

## Contenu de l'album
Toutes les chansons sont écrites par Sting sauf celles indiquées.
1. Synchronicity I (en) - 3:23
2. Walking in Your Footsteps - 3:36
3. O My God - 4:02
4. Mother (Summers) - 3:05
5. Miss Gradenko (Copeland) - 2:00
6. Synchronicity II - 5:02
7. Every Breath You Take - 4:13
8. King of Pain - 4:59
9. Wrapped Around Your Finger - 5:13
10. Tea in the Sahara - 4:19
11. Murder by Numbers (Sting, Summers) - 4:36 (uniquement pour le CD et la cassette, pas sur le vinyle)

## Personnel
- Sting - Basse, contrebasse sur Every breath you Take, séquenceur et drum machine sur Synchronicity 1, saxophone sur O my God, hautbois sur Mother et Tea in the Sahara, claviers sur Wrapped Around Your Finger, piano et synthétiseurs sur King Of Pain et Every Breath You Take, chant, chœurs
- Andy Summers - guitare, claviers, chœurs, chant sur Mother
- Stewart Copeland - batterie, marimba, percussions, chœurs, chant sur Miss Gradenko, Oberheim DMX sur Every Breath You Take

## Production
- Hugh Padgham - production, ingénieur
- Renate Blauel - ingénieur assistant (AIR Montserrat, non crédité)
- Robbie Whelan - ingénieur assistant (Le Studio Morin Heights, non crédité)
- The Police - réalisation
- Bob Ludwig – mastering
- Jeff Ayeroff – direction artistique, conception
- Norman Moore – direction artistique, conception
- Duane Michals – photographies

## Classements et certifications
| Classement (1983-1984)        | Meilleure place |
| ----------------------------- | --------------- |
| Australie (Kent Music Report) | 1               |
| Allemagne (Media Control AG)  | 4               |
| Autriche (Ö3 Austria Top 40)  | 11              |
| Norvège (VG-lista)            | 3               |
| Nouvelle-Zélande (RIANZ)      | 1               |
| Pays-Bas (Mega Album Top 100) | 2               |
| Royaume-Uni (UK Albums Chart) | 1               |
| Suède (Sverigetopplistan)     | 4               |
| Suisse (Schweizer Hitparade)  | 15              |
| États-Unis (Billboard 200)    | 1               |
| Canada (RPM Albums Chart)     | 1               |
| France (SNEP)                 | 6               |
| Italie (Italian Albums Chart) | 1               |
| Japon (Oricon LPs Chart)      | 17              |

| Classement (1983)     | Meilleure place |
| --------------------- | --------------- |
| États-Unis (Cash Box) | 1               |

### Certifications et ventes
| Pays                       | Certification | Date             | Ventes    |
| -------------------------- | ------------- | ---------------- | --------- |
| Allemagne (BVMI)           | Or            | 1983             | 250 000   |
| Canada (Music Canada)      | Platine       | 1er août 1983    | 100 000   |
| États-Unis (RIAA)          | 8 × Platine   | 17 décembre 2001 | 8 000 000 |
| France (SNEP)              | Platine       | 1984             | 472 100   |
| Hong Kong (IFPI Hong Kong) | Or            | 1984             | 15 000    |
| Nouvelle-Zélande (RMNZ)    | Platine       | 1984             | 15 000    |
| Pays-Bas                   | Or            | 1983             | 50 000 +  |
| Royaume-Uni (BPI)          | Platine       | 19 août 1983     | 300 000   |